# Orquesta Filarmónica de Montecarlo
La Orquesta Filarmónica de Montecarlo (en francés: Orchestre Philharmonique de Monte-Carlo) es la orquesta sinfónica más importante del principado de Mónaco, que fue fundada en 1856.
Desde el año 2000, su principal director fue Marek Janowski. Janowski dejó este puesto en 2009. En octubre de 2007, Yakov Kreizberg fue nombrado como el próximo director de orquesta, siendo efectivo en el puesto a partir de septiembre de 2009, por un contrato inicial de 5 años, pero falleció en 2011. Le sucedió Gianluigi Gelmetti y, desde la temporada 2016/2017, el director titular de la orquesta es Kazuki Yamada.

## Directores
- Paul Paray (1928–1933)
- sin director de orquesta (1933–1947)
- Henri Tomasi (1946–1947)
- sin director de orquesta (1947–1956)
- Louis Frémaux (1956–1965)
- Igor Markevitch (1967–1972)
- Lovro von Matačić (1972–1979)
- Lawrence Foster (1980–1990)
- Gianluigi Gelmetti (1990–1992)
- James DePreist (1994–1998)
- Marek Janowski (2000– 2009)
- Yakov Kreizberg (2009– 2011)
- Gianluigi Gelmetti (2012– 2016)
- Kazuki Yamada (2016– )